# Franz Peter Kymli
Franz Peter Joseph Kymli, né en 1748 à Mannheim ou en 1748 et mort vers 1813 à Paris, est un peintre et miniaturiste allemand, actif en France à la fin du XVIIIe siècle et au début du XIXe siècle, spécialisé dans le portrait.

## Biographie
Franz Peter Joseph Kymli est né en Allemagne, peut-être à Mannheim ; il est formé à la Mannheimer Zeichnungsakademie (de) et y reçoit une médaille d'or en 1772.
Charles Théodore, futur prince-électeur de Bavière lui accorde en 1775 une bourse pour poursuivre ses études à Paris ; il entre à l'école de l'Académie sous la protection de Johann Georg Wille ; un an plus tard, Kymli est peintre de cour et agent de l'électeur, probablement responsable des achats de tableaux pour la galerie de Mannheim.
En 1776, il expose à l'éphémère Salon du Colisée, puis de 1781 à 1787 au « Salon de la Correspondance » créé par Pahin de la Blancherie, salon qui proposait une exposition publique et permanente de tableaux et œuvres d’art, et était accessible aux artistes qui ne faisaient pas partie de l’Académie royale pour leur permettre d’exposer, contre une cotisation minime, leurs œuvres. Le nom de « M. Kymli, peintre de la cour palatine, rue des Grands Augustins », avec la description des tableaux qu'il expose, apparaît dans plusieurs numéros de la revue Nouvelles de la république des Lettres et des Arts rédigée par Pahin de la Blancherie. Plus de 70 tableaux sont exposés par Kymli de 1776 à 1787 ; ce sont essentiellement des portraits, en dehors d'une Toilette de Vénus et de quelques tableaux de genre (Une marchande d'œufs, Un paysan qui porte divers légumes dans une hotte...).
En 1777, lors du voyage de l'empereur Joseph II en France, il réalise son portrait ; plusieurs gravures sur cuivre ont été réalisées d'après ce portrait . Son portrait de Pierre Pomme, médecin à Arles (1728-1814), conservé dans une collection particulière , est gravé sur cuivre par Jean-Charles Le Vasseur en frontispice de l'ouvrage de Pomme, Traité des affections vaporeuses des deux sexes ou maladies nerveuses vulgairement appelées maux de nerfs publié à Paris en 1782 .
De 1789 à 1791, Kimly est conseiller de légation de Karl von Sickingen (de), ambassadeur de la cour de Bavière depuis 1780 auprès de la cour de Louis XVI.
En 1799, le successeur de Charles Théodore, Maximilien Ier de Bavière, congédie Kymli et lui retire son titre. Kymli reste à Paris où il réside dans le Faubourg Saint-Germain. Il peint et a comme élèves, entre autres, Carl Christian Kanz, le graveur Johann Friedrich Müller  et le miniaturiste Charles Guillaume Alexandre Bourgeois .
En février 1813 sa collection d'art est vendue aux enchères, apparemment après le décès de Kymli .

## Œuvres
Kymli a peint le portrait de personnalités célèbres telles que l'empereur Joseph II, mais aussi ceux de gens simples (des paysans par exemple). On reconnaît des références à la technique de Balthasar Denner dont il connaît les œuvres depuis l'époque de Mannheim mais Kymli est considéré comme plus avancé que cela parce qu'il réussit à rendre « la dignité des personnes ordinaires des classes inférieures simplement et sérieusement » et qu'il laisse prévoir le portrait bourgeois du début du réalisme .

### Œuvres en collections publiques
- Portrait du prince-électeur Charles Théodore de Bavière, huile sur carton (miniature), vers 1770 : Düsseldorf, Musée de la ville de Düsseldorf [12].
- Portrait de Pahin de la Blancherie, huile sur cuivre, 1778 : Langres, musée d'art et d'histoire [2],[13]. Le portrait avait été exposé au salon de la Correspondance en 1779 [5].
- Portrait d'un homme dans une bibliothèque, huile sur cuivre, 1789 : Mannheim, Reiss-Engelhorn-Museen.
- Portrait de Joseph II, gravure sur cuivre de Christian Gottfried Schultze d'après le portrait peint par Kymli, 1778 : Brunswick, Musée Herzog Anton Ulrich [14].
- Portrait d'homme en buste, portant une perruque, aquarelle sur ivoire (miniature ovale) : Stockholm, Nationalmuseum [15],[16].